# Hyssia elaeochroa
Hyssia elaeochroa là một loài bướm đêm trong họ Noctuidae.